# Granite Shoals
Granite Shoals – miasto w Stanach Zjednoczonych, w stanie Teksas, w hrabstwie Burnet.